# Pterisanthes trifoliolata
Pterisanthes trifoliolata är en vinväxtart som beskrevs av Merrill. Pterisanthes trifoliolata ingår i släktet Pterisanthes och familjen vinväxter. Inga underarter finns listade i Catalogue of Life.